# Nicolas de Verdun

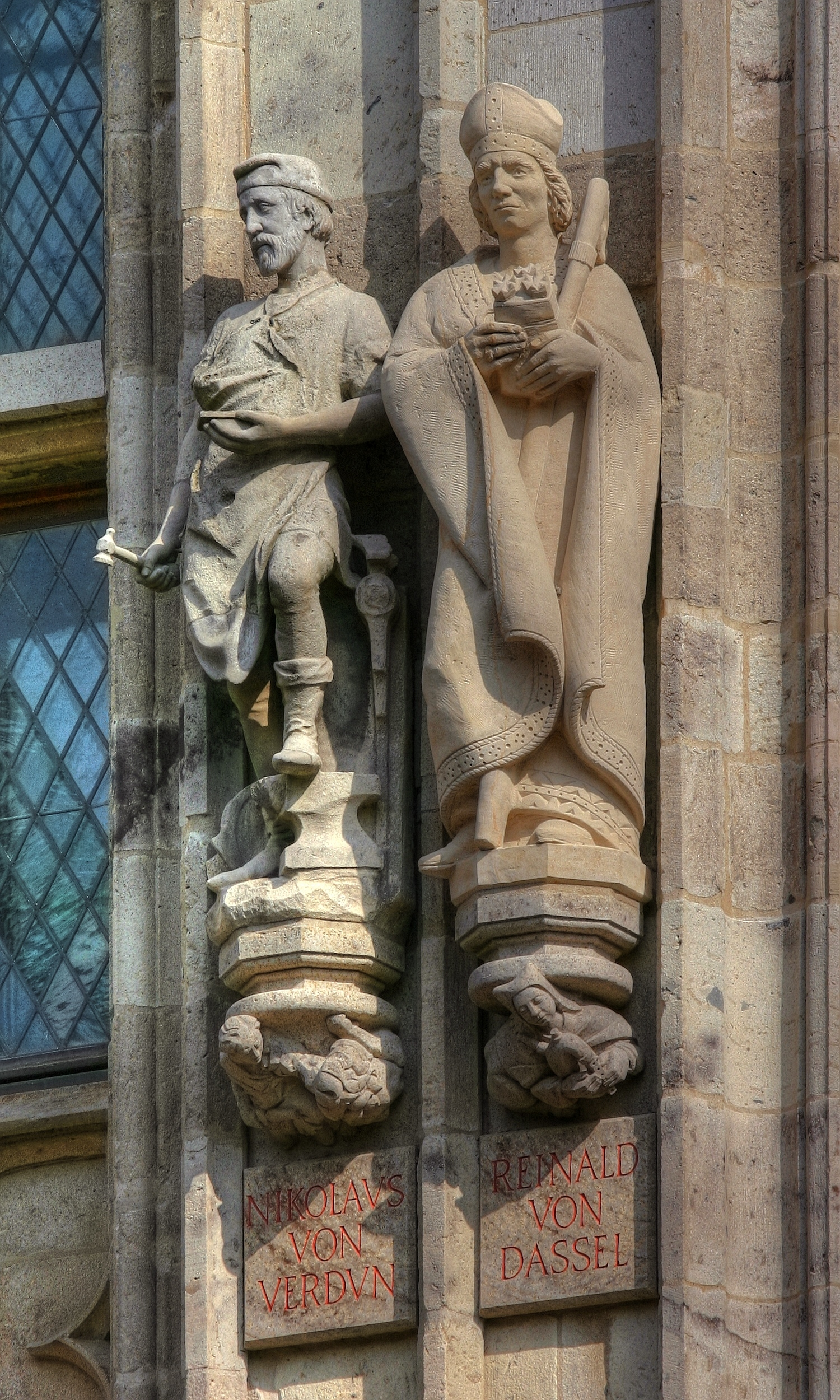
Nikolas de Verdun i Rainald von Dassel

Nicolas de Verdun (Verdun (Mosa), 1130 - Tournai, cap a 1205) va ser un orfebre francès actiu entre 1181 i 1205, que treballà a Viena, a Colònia i a Tournai. Va ser un dels artistes que efectuaren la transició de l'estil romànic vers el gòtic.
L'obra de Nicolas se situa en la transició del romànic tardà al gòtic primerenc, com el retaule esmaltat que es va crear per al monestir de Klosterneuburg cap al 1180. En el seu treball s'aplica la tècnica de l'esmalt alveolat. Durant la seva carrera va passar la major part del seu temps viatjant a diferents llocs on li van encarregar desenvolupar la major part del seu treball. Les convencions sobre l'ús de les característiques físiques dels tapissos clàssics que es detallen a les figures, amb similituds a l'art romà oriental. Va ser un innovador i un mestre metal·lúrgic. Els registres indiquen que la major part del seu treball va des de figuretes fins a espelmes decorades amb pedres precioses i santuaris.
Nicolau de Verdun és conegut avui dia perquè va signar la seva obra en pedra, com "NICOLAUS VIRDUNENSIS" i va establir la tradició dels artistes signant la seva obra.

## Antecedents
A mitjans del segle XII, la fosa metal·lúrgica va superar el martell com a tècnica principal de modelatge en metall. El procés de fosa de bronze descrit per Teòfil cap a l'any 1100 dona una idea clara del tipus de treball que Nicolas va realitzar. El procés de nucleació i solidificació permetia una major llibertat de moviment i de gest de les figures.

## Obra
Entre les seves obres sobresurten el tríptic del monestir de Klosterneuburg, prop de Viena (1181), i la urna Reliquiari dels Tres Reis mags, a Colònia.

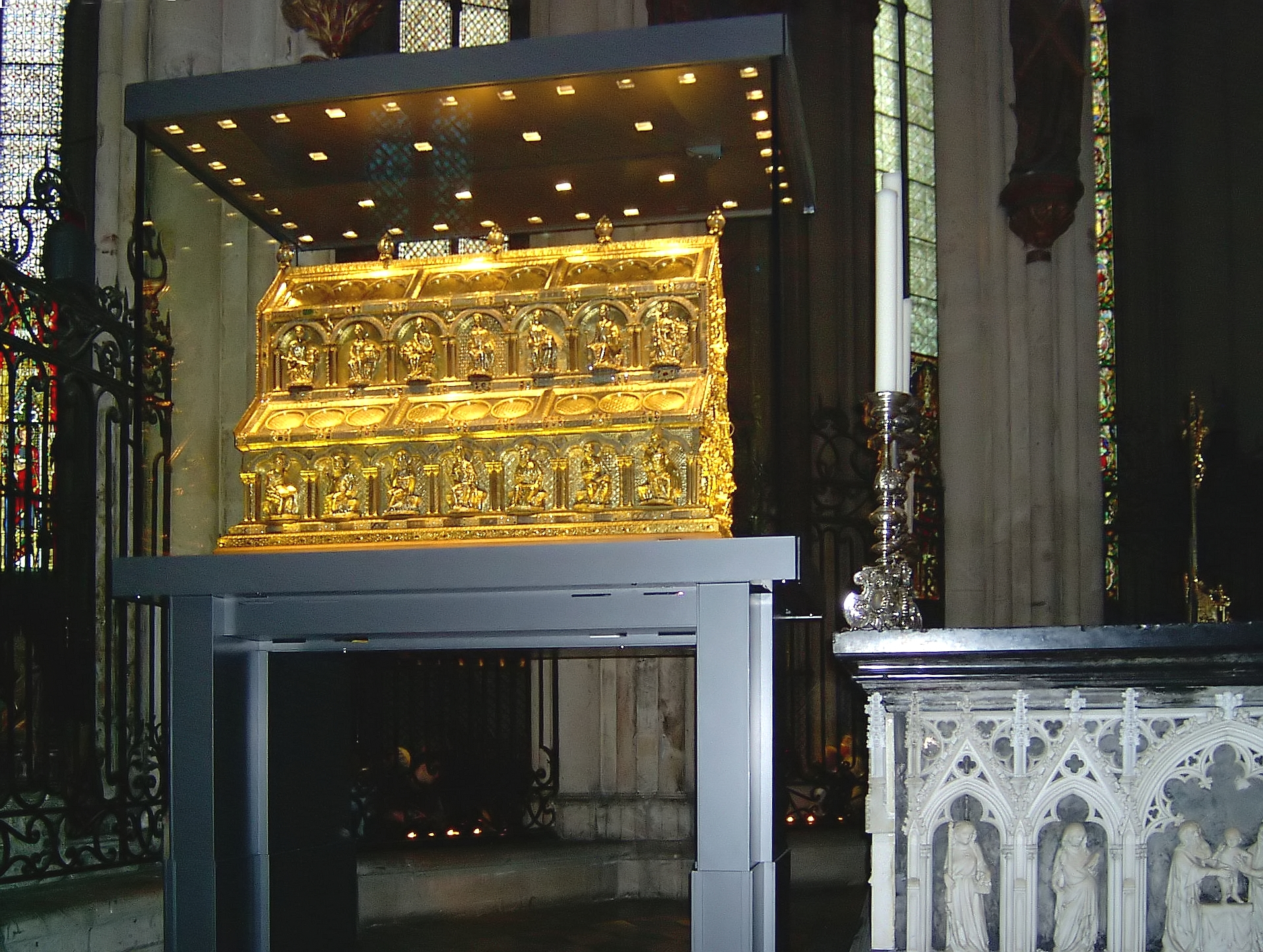
Reliquiari dels Tres Reis a Colònia
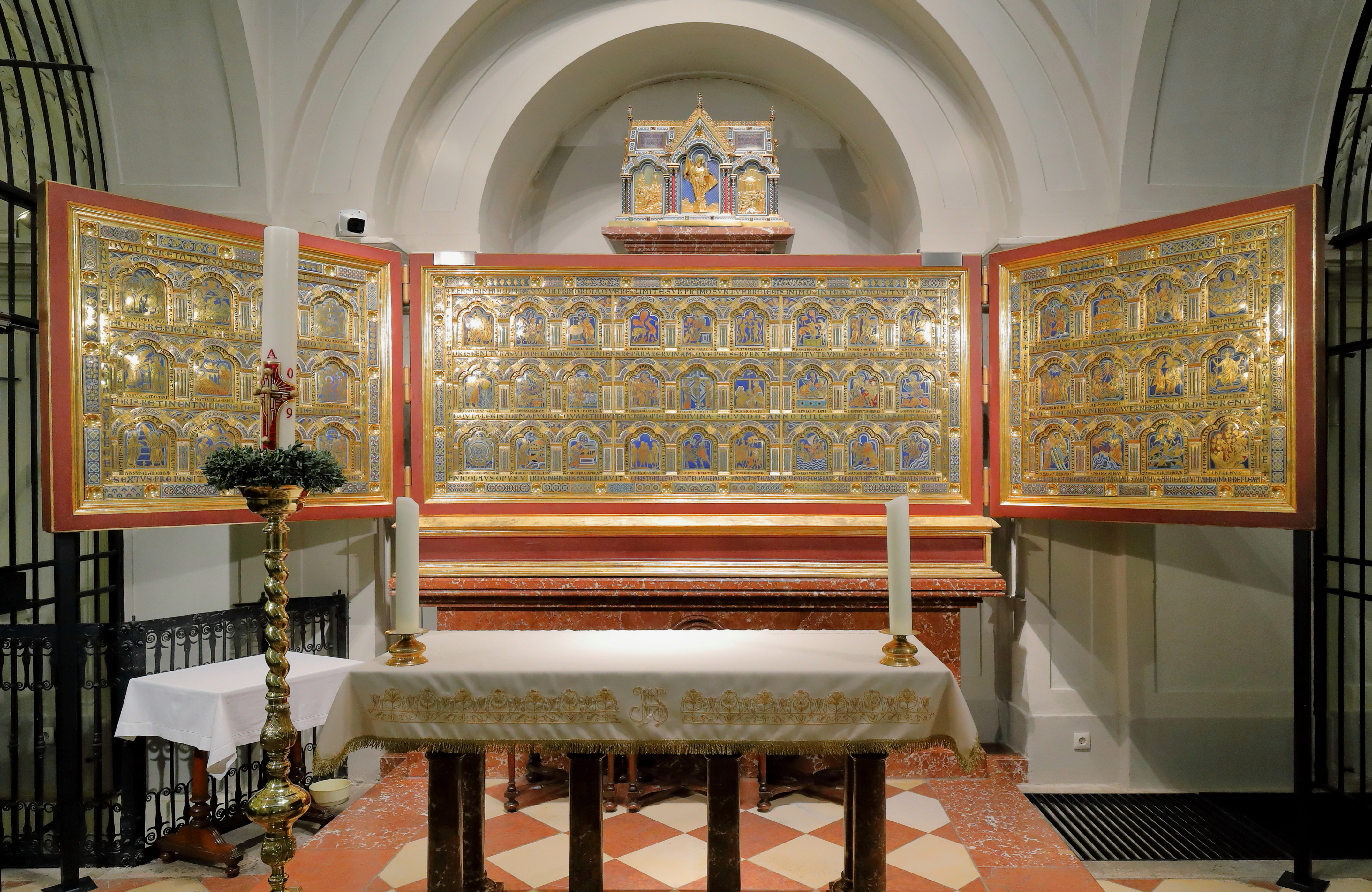
Abadia de Klosterneuburg